# Hugh McLeod
Pour les articles homonymes, voir McLeod.
Pas d'image ? Cliquez ici

a Compétitions nationales et continentales officielles uniquement.

b Matchs officiels uniquement.
Hugh Ferns McLeod, né le 8 juin 1932 à Hawick et mort dans le même ville le 12 mai 2014, est un joueur de rugby à XV qui a joué avec l'équipe d'Écosse comme pilier.

## Biographie
Hugh McLeod, pilier d'une centaine de kilos, connaît sa première cape internationale le 9 janvier 1954 à l’occasion d’un match contre l'équipe de France, pendant le tournoi. Il finit sa carrière internationale le 17 mars 1962 contre l'équipe d'Angleterre, pendant le tournoi. 
Il a 40 sélections à une époque où le nombre de matchs par saison est de 4 ou 5 environ. Il fait également six apparitions pour les Lions. Il évolue pour le club d'Hawick RFC. 

## Statistiques en équipe nationale
- 40 sélections
- Sélections par années : 5 en 1954, 4 en 1955, 4 en 1956, 4 en 1957, 5 en 1958, 4 en 1959, 5 en 1960, 5 en 1961, 4 en 1962
- Tournois des Cinq Nations disputés: 1954, 1955, 1956, 1957, 1958, 1959, 1960, 1961, 1962.